# Amandelrussula
De amandelrussula (Russula grata) is een paddenstoel uit de familie Russulaceae. De soort staat op de Nederlandse Rode lijst.

## Kenmerken

### Uiterlijke kenmerken
Hoed
De hoed kan gewelfd of glad zijn en heeft een diameter van tussen de 4 en de 8 centimeter. De hoed heeft een vochtige, kleverige structuur en een okerbruine kleur. De rand van de hoed is gegroefd. De sporen hebben een witte kleur. 
Lamellen
De lamellen zijn smal en hebben een bruinachtige kleur. 
Steel
De steel is 7 tot 9 centimeter lang en 1,5 tot 2,5 centimeter breed en heeft een wittige tot geelachtige kleur. Het vlees van de steel is echter wit van kleur. 
Geur
De paddenstoel heeft een amandelachtige geur.
Smaak
De smaak varieert van mild tot scherp.
Sporenprint
De sporenprint is bleek creme (IIa-b)

### Microscopische kenmerken
De sporen zijn breed elliptisch tot afgerond en hebben de afmeting 7-11 × 7-9 µm. Ze hebben opvallend grove vleugelachtige richels die 1-2,5 µm hoog kunnen zijn. Ze zijn geornamenteerd met wratten die met elkaar zijn verbonden door richels en lijnen om een gedeeltelijk tot bijna volledig netwerk te vormen. De pleurocystidia kunnen worden gekleurd met sulfovanilline.

## Verspreiding
De soort groeit op loofbomen zoals eiken (Quercus) en de beuk (Fagus sylvatica) en groeit zowel op loofbomen in laanbeplanting als in een bosrijke omgeving. De soort komt voornamelijk voor op zand-, klei- en leembodems.
Amandelrussula komt voor in Noord-Azië (Oost-Siberië, Rusland-Verre Oosten, Korea, Japan), Noord- en Midden-Amerika (Canada, VS, Mexico, Costa Rica), Noord-Afrika (Marokko) en Europa. In Europa strekt het verspreidingsgebied zich uit van Zuid-Europa tot de Hebriden en Zuid-Noorwegen en Finland.

## Foto's

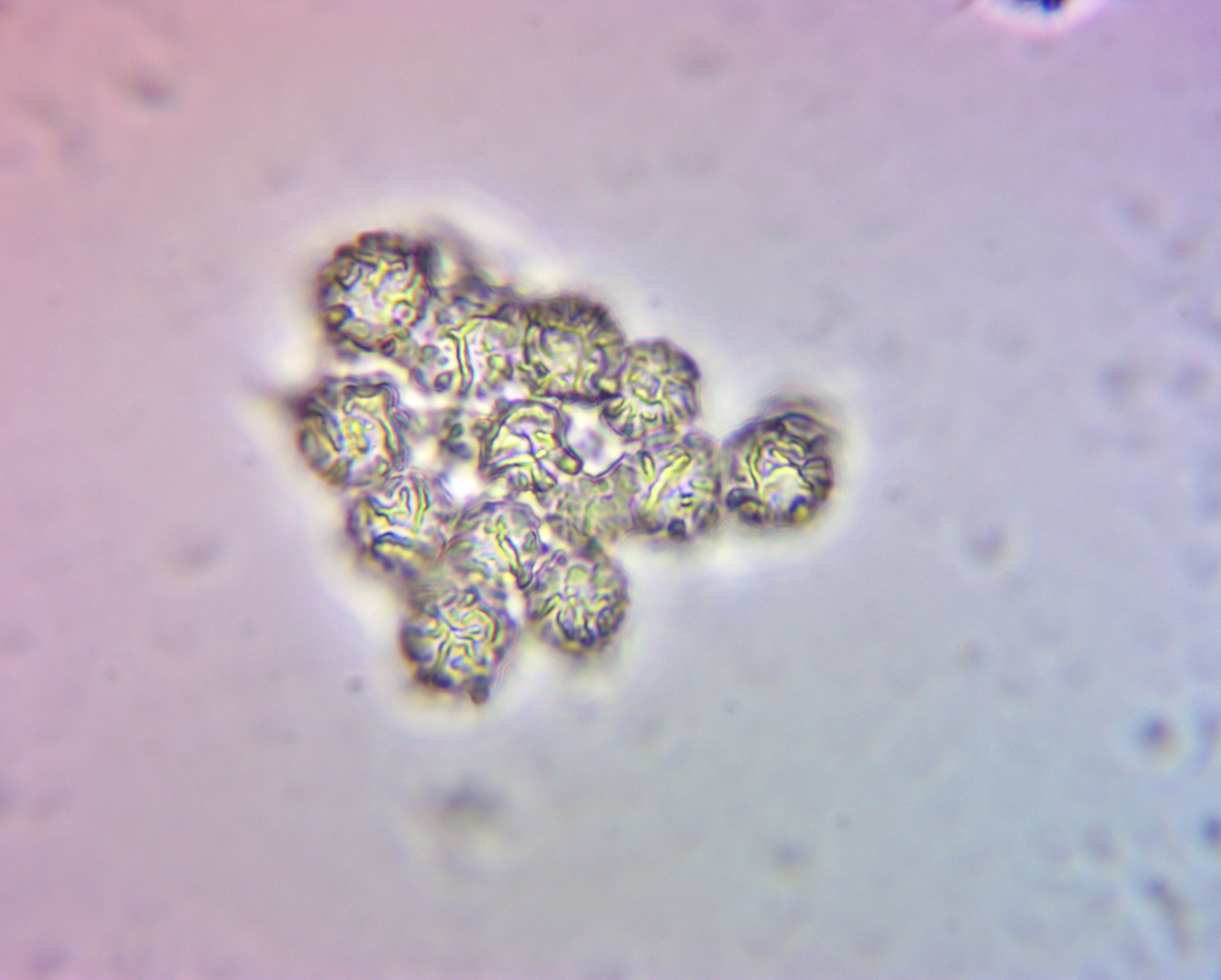
Sporen
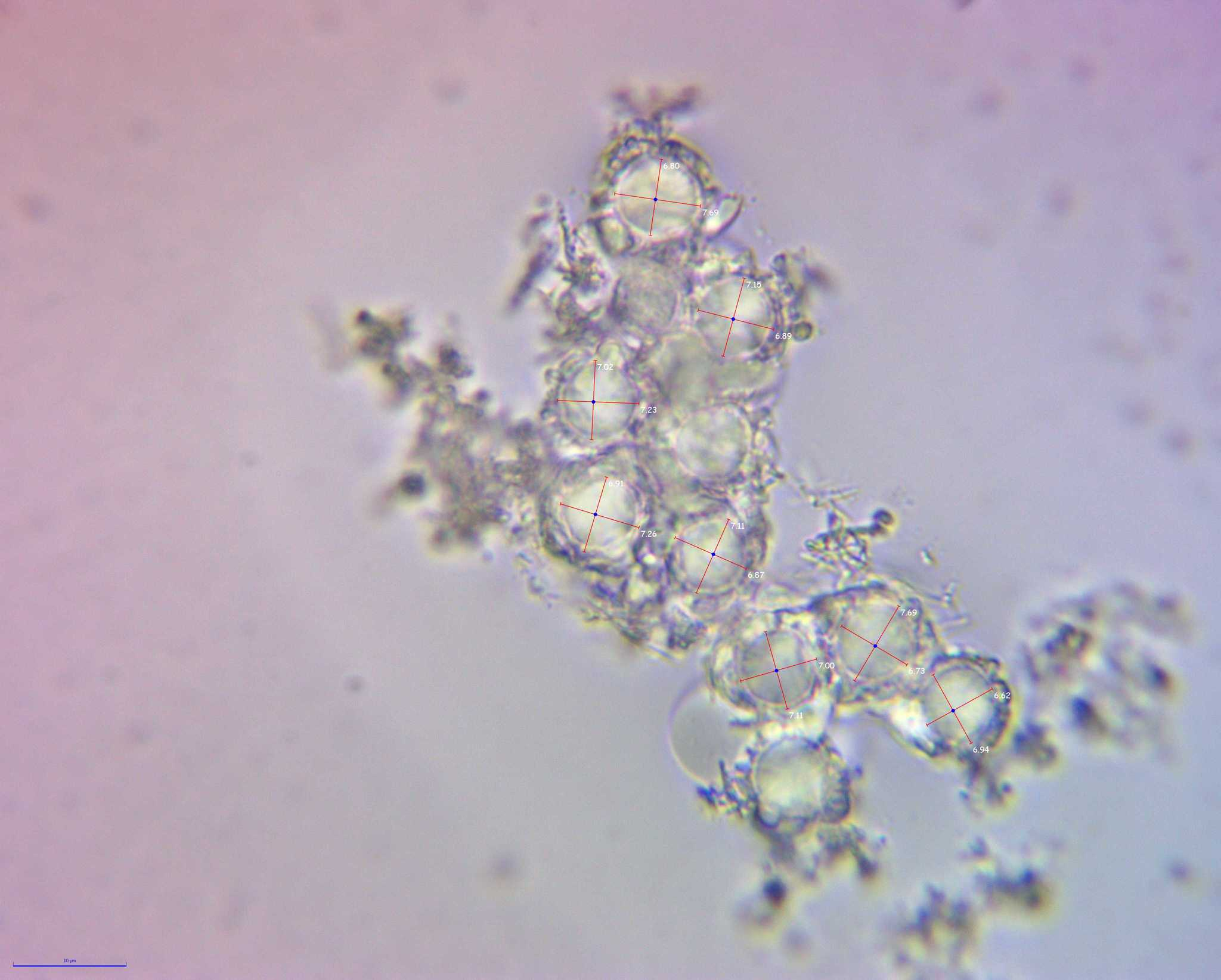
Sporen